# Bni Bchir
Bni Bchir  (in arabo بني بشير‎?) è un centro abitato e comune rurale del Marocco situato nella provincia di Al-Hoseyma, regione di Tangeri-Tetouan-Al Hoceima. Conta una popolazione di 6 527 abitanti (censimento 2014).